# Вулиця Юрія Немирича (Житомир)
Вулиця Юрія Немирича — вулиця в Корольовському районі міста Житомира. 

## Характеристики
Розташована у місцевості Полісся, на теренах історичного району Смоківка. Бере початок з Київського шосе, прямує на північний схід та завершується перехрестям з вулицею Саєнка.  
Забудова вулиці представлена садибними житловими будинками.   

## Історичні відомості
Вулиця виникла до Другої світової війни як проїзд між Старокиївською вулицею та автодорогою на Київ.      
Забудова вулиці здійснювалася у 1950 — 1960-х роках.      
До 1971 року перебувала у селі Смоківка Житомирського району.     
До 1996 року — частина вулиці Саєнка. У 1996 році вулиця отримала назву на честь Юрія Немирича. Тоді ж будинки вулиці переадресовані з вулиці Саєнка до новоствореної вулиці.      